# Computador modular

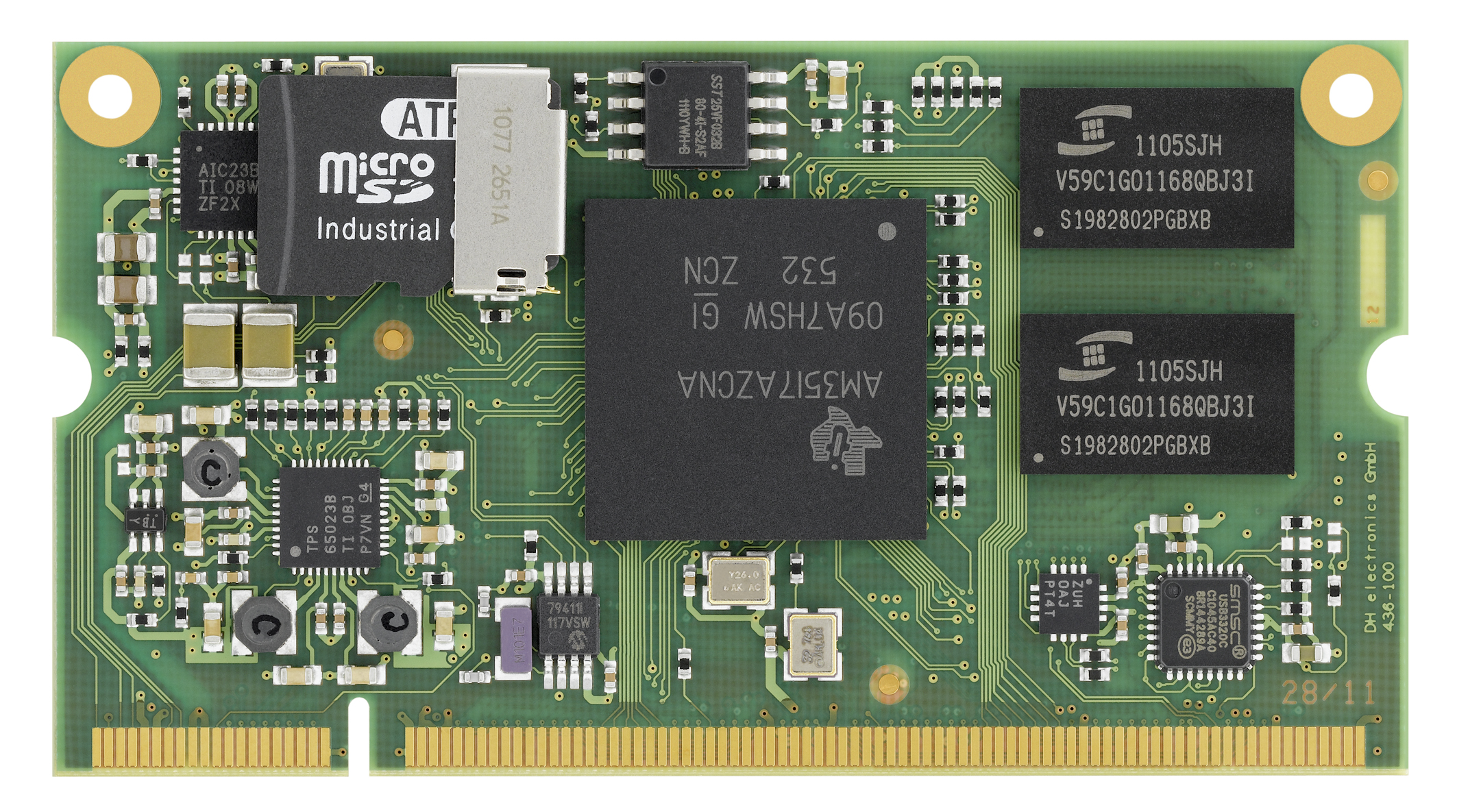
DHCOM Computer On Module com processador AM35x, DH electronics

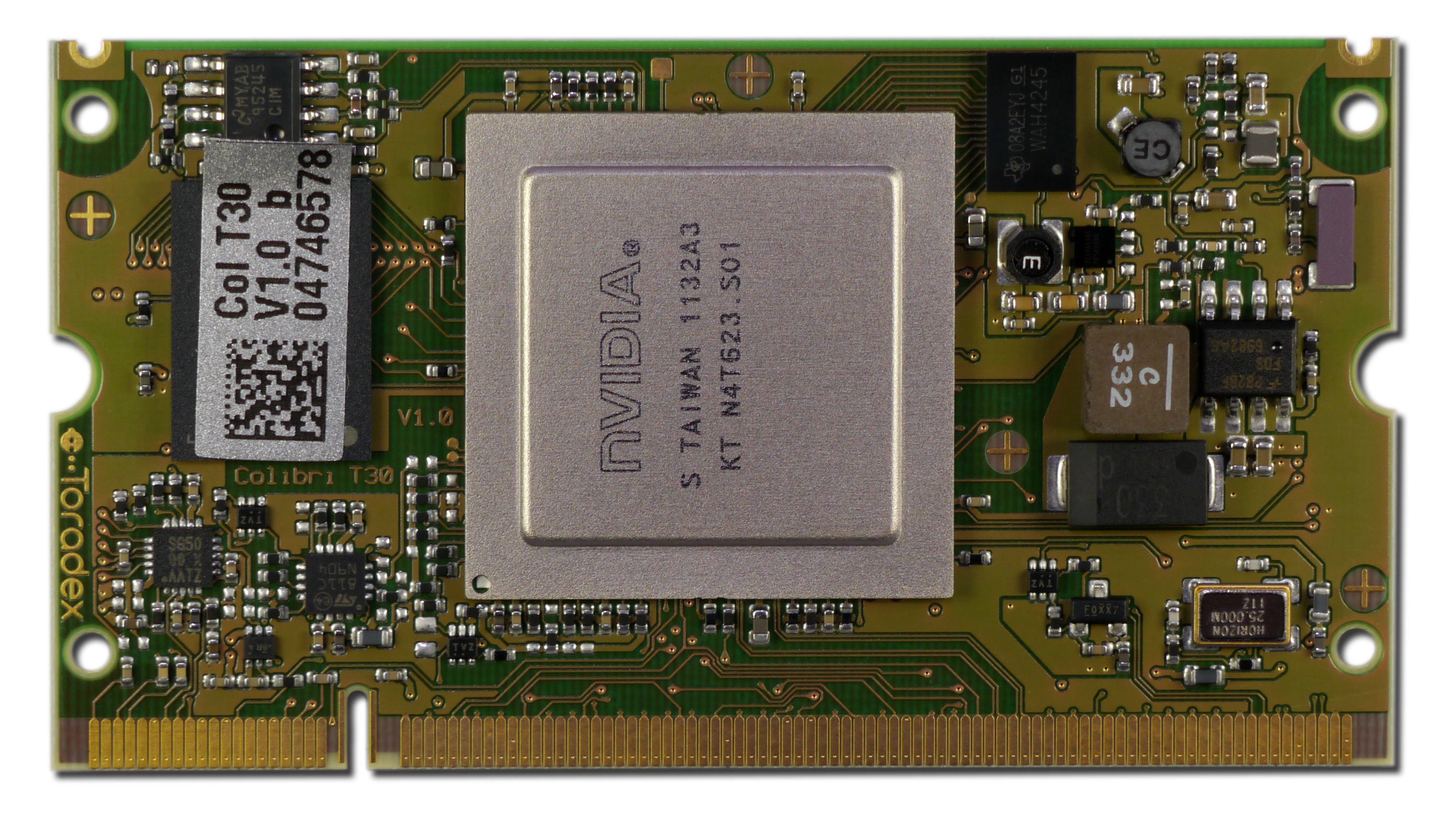
Toradex Colibri T30 Computer On Module

Um computador modular — em inglês, computador-on-module (COM) ou System on Module (SOM) — é um tipo de computador de placa única (SBC), um subtipo de um sistema de computador embarcado que geralmente usa processadores ARM. Uma extensão do conceito de sistema em chip (SoC) e sistema em pacote (SIP), o computador modular situa-se entre um computador completo e um microcontrolador.
Um sistema COM oferece uma excelente solução para uso em sistemas computacionais com aplicações pequenas ou especializadas que requerem baixo consumo de energia ou tamanho físico pequeno, como no caso de sistemas embarcados. Por ser compacto e muito integrado, mesmo CPUs muito complexa e com tecnologia multicore, podem ser projetadas nele.
Os termos "Computer-on-Module" e "COM" foram usados pelo VDC Research Group, Inc. (anteriormente Venture Development Corporation) (Natick, MA, EUA) para descrever essa classe de placas de computadores embarcados.

## Projeto
Os Computadores modulares de hoje são sistemas embarcados completos e são construídos em uma única placa de circuito impressa. O projeto é centrado em torno de um microprocessador com a memória RAM, entrada/saída e todos os outros recursos para ser considerado um computador funcional. No entanto, ao contrário de um computador normal, o COM geralmente não possui conectores padrão para periféricos de E/S. 

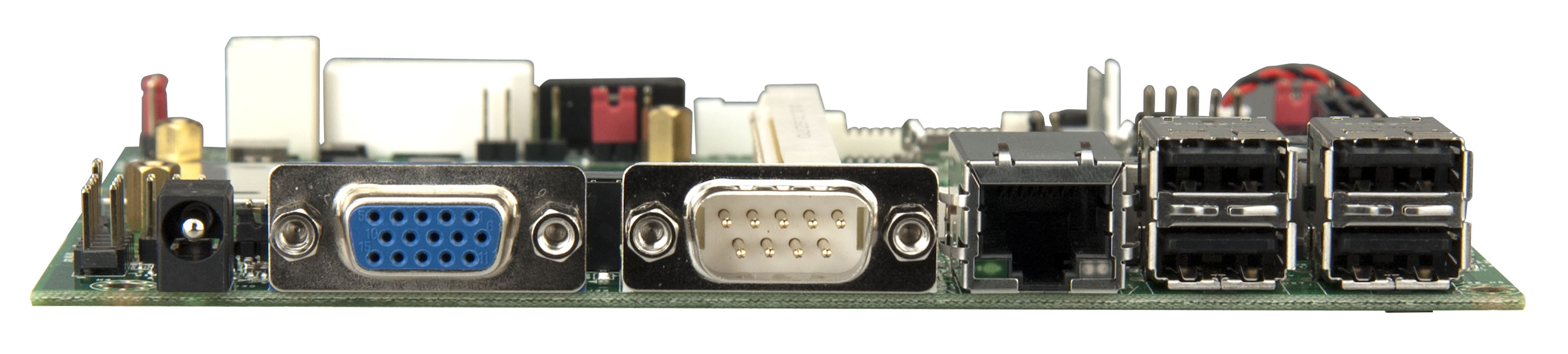
Periféricos de entrada de uma placa base

O COM é montado sobre uma placa base onde ficam os dispositivos de entrada e saída como USB, RJ45, Ethernet DVI dentre outros.
Uma placa de base projetada apenas para aplicações especiais pode levar a altos custos de projeto, então, por exemplo, pode-se utilizar vários tipos de COM em uma única placa base compatível, assim por exemplo, atualizar a CPU para a próxima geração, sem ter que reprojetar a placa de base.
A maioria dos sistemas usam o processador ARM com soquete 144 SODIMM e 200 SODIMM (chamado de x1). Atualmente é o padrão X1 é o mais usado por diversas empresas.
As placas "Labrador" são computadores modulares projetados e fabricados no Brasil pelo pessoal da Caninos loucos.

## Open source
A empresa Toradex criou o projeto open source Viola. É uma placa base do COM de baixo custo. Foi criado inicialmente compatível com placa Colibri, um computador em módulo baseado no Freescale Vybrid 